# Razlog
Razlog (en bulgare Разлог) est une ville du sud-ouest de la Bulgarie.

## Géographie
La ville de Razlog est située dans l'ouest de la Bulgarie, à 145 km au sud de Sofia.
La ville est le chef-lieu de la commune de Razlog, qui fait partie de la région administrative de Blagoevgrad.

## Éducation et culture

### Personnalités liées
- Elena Lagadinova (1930-2017), partisane et femme politique, y est née.

## Galerie

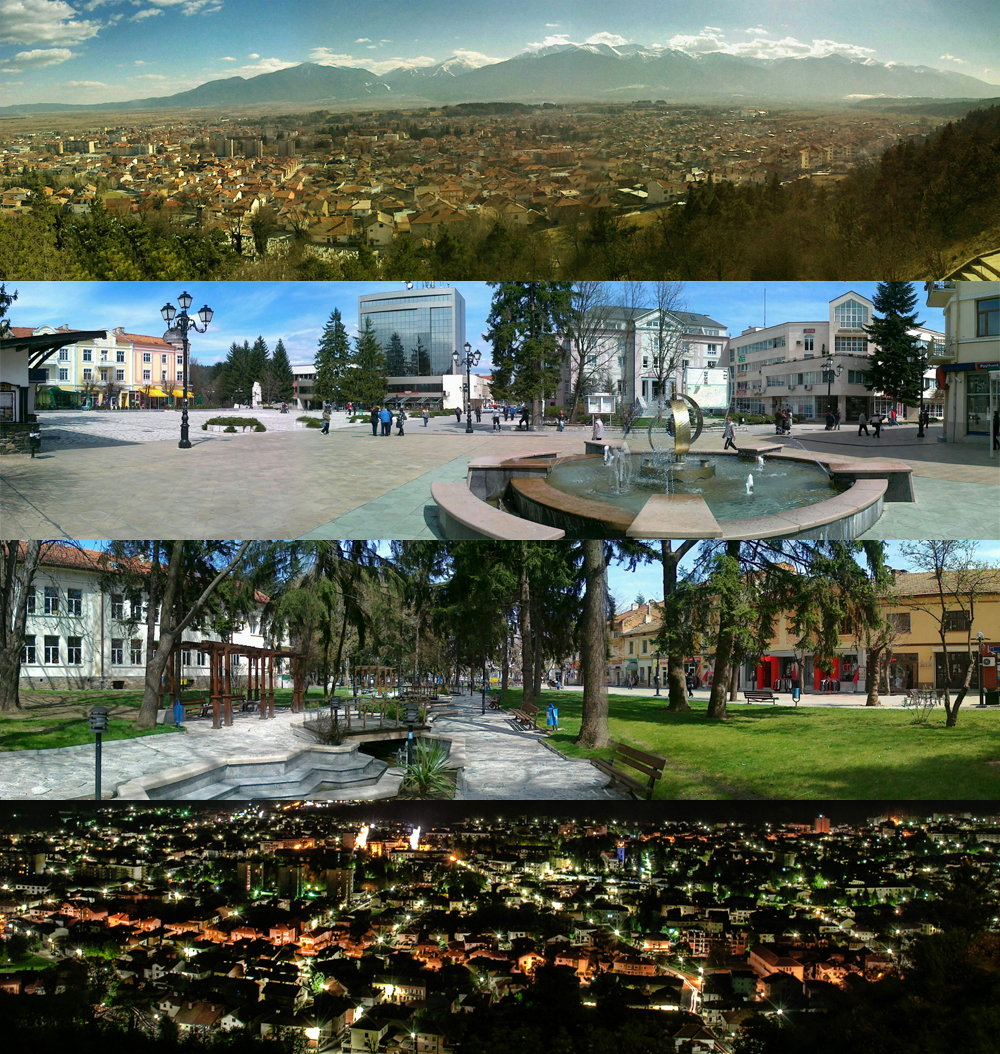
Vue de Razlog
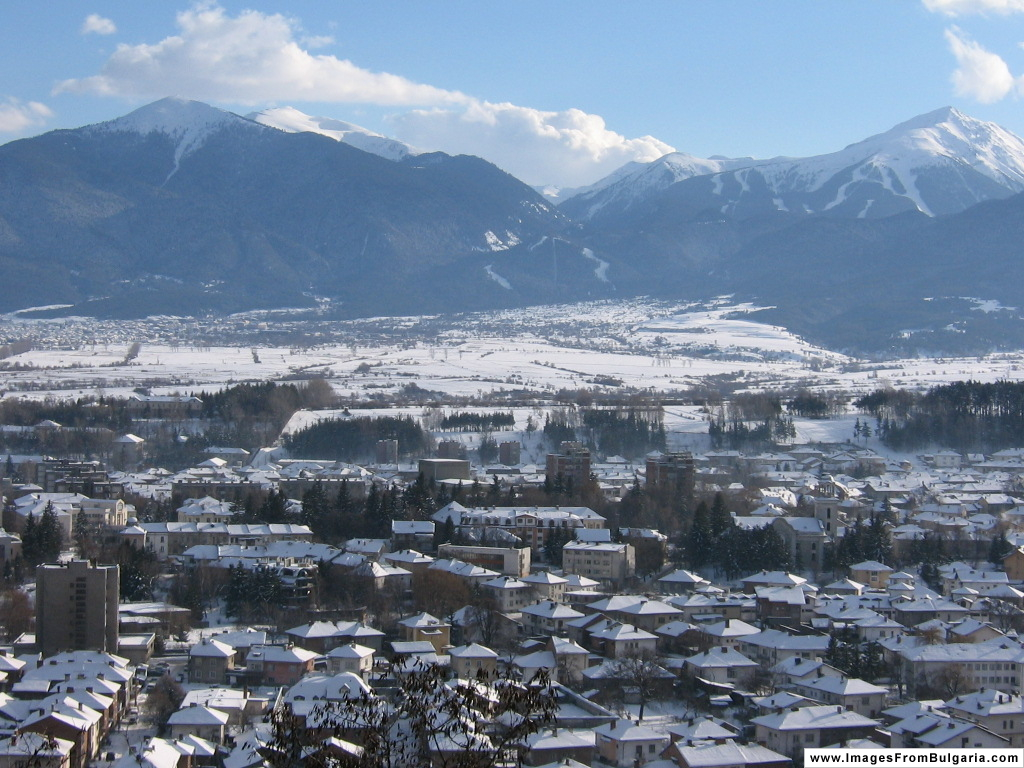
Razlog en hiver
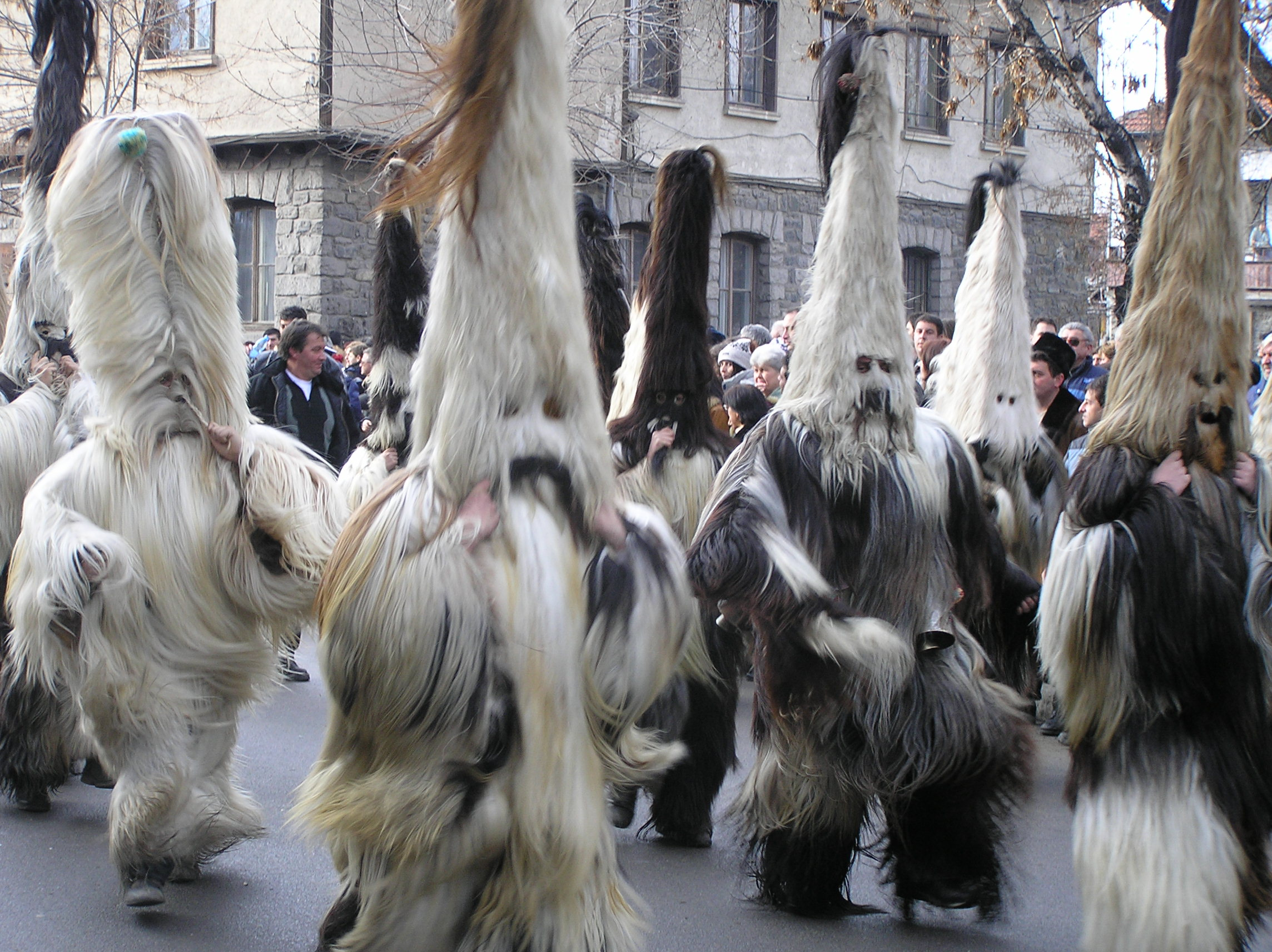
Koukéri lors d'une fête traditionnelle